# Скорость горения
Ско́рость горе́ния — скорость распространения зоны горения по заряду взрывчатого вещества (ВВ).
Горение ВВ отличается от детонации скоростью распространения и характером химических превращений. Скорость горения — непостоянна, и зависит от ряда факторов, в том числе от отношения поверхности к объёму, от влажности, доступа воздуха.
Для порохов скорость горения составляет мм/с, для твёрдых ракетных топлив — от нескольких мм/с до десятков см/с.
Скорость горения чёрного (дымного) пороха примерно 300 мм/с.
Скорость горения — непостоянна, и зависит от ряда факторов, в том числе от отношения поверхности к объёму, от влажности, доступа воздуха.
Некоторые ВВ могут как детонировать, так и гореть, если детонация по каким-либо причинам не возникает или затухает. Такой процесс часто называют дефлаграцией, а скорость его распространения скоростью дефлаграции.
Кроме линейной скорости горения, измеряемой в м/с, выделяют массовую скорость, которая измеряется в [кг/с]